# Samoobslužná pokladna

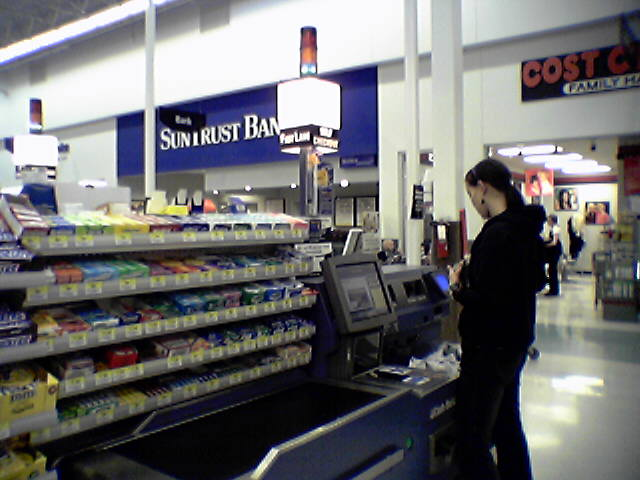
Žena platící u samoobslužné pokladny

Samoobslužné pokladny jsou zařízení umožňující zákazníkovi zaplatit za zakoupené zboží bez asistence zaměstnance prodejny. Jako náhrada za běžné pokladny obsluhované zaměstnancem prodejny jsou nasazovány především ve velkých supermarketech a hypermarketech.

## Historie
Historie samoobslužných pokladen sahá do roku 1992, kdy byla první z nich nainstalována v prodejně řetězce Price Chopper Supermarkets v New Yorku. Tento systém byl vymyšlen a vytvořen doktorem Howardem Schneiderem a je též od roku 1992 patentován ve Spojených státech. Howard Schneider své pokladny nazýval „roboty“ a předpokládal, že se stanou novým druhem služebních robotů s umělou inteligencí. V roce 1991 byla v Montrealu (ve Schneiderově garáži) založena společnost Optimal Robotics, která se měla zabývat právě návrhem a designem těchto robotů.
Samoobslužné pokladny společnosti Optima Robotics fungovaly v síti řetězce Price Chopper Supermarkets natolik dobře, že se během devadesátých let rozšířily i do prodejen mnoha dalších obchodních řetězců, převážně v Kanadě a Spojených státech. Po svém vstupu na burzu a odchodu doktora Schneidera ze společnosti prodala společnost Optimal Robotics svou technologii společnostem NCR a Fujitsu a stáhla se z tohoto trhu. První prototyp samoobslužné pokladny NCR spatřil světlo světa v roce 1997. Od té doby se rozšířily po celém světě. V roce 2008 bylo nainstalováno celkem 92 600 pokladen. Do roku 2014 se očekává, že jejich počet vzroste na celkových 430 000.
Od devadesátých let došlo pouze k nepatrným změnám v technologii. Například v roce 2009 si společnost IBM patentovala své pokladny jakožto systém obsahující více kontrolních zařízení, hlídajících, že zákazník opravdu kupuje dané zboží. Tuto schopnost ale mají i pokladny NCR a Fujitsu a měly ji i pokladny Optimal Robotics.
V Česku byly první dvě samoobslužné poklady zprovozněny v dubnu 2008 v hypermarketu Tesco v Praze na Skalce.

## Popis
U samoobslužné pokladny si zákazník sám naskenuje čárové kódy zboží. V případě ovoce, zeleniny, pečiva, či jiných produktů neobsahujících čárový kód, je na zákazníkovi, aby vybral dané zboží. K tomuto účelu má především dotykovou obrazovku, kterou s pokladnou komunikuje. Zvolené nebo naskenované zboží se musí zvážit na kontrolní váze a následně musí být přesunuto do taškové zóny. Tašková zóna obsahuje také váhu, která kontroluje, že váha zde odloženého zboží odpovídá očekávané váze, jakou by zboží mělo mít. K tomuto účelu mají pokladny přístup do databází obsahující průměrné váhy a odchylky jednotlivých produktů.
Za úspěchem samoobslužných pokladen stojí i některé použité technologie, například použití jistého druhu umělé inteligence. Již od dob prvních zařízení společnosti Optimal Robotics jsou pokladny schopny se samy učit. Nemusely být od začátku naprogramovány na určitou váhu či barvu zboží. Místo toho si parametry jednotlivých produktů samy zjišťovaly a upravovaly. Pokud zákazník úspěšně a bez nutnosti zásahu obsluhy nakoupil pokladně dosud neznámé zboží, uložila si pokladna jeho váhu, barvu a jiné parametry. Jak bylo toto zboží postupně nakupováno znovu a znovu, upravovala si pokladna uloženou váhu podle odchylek jednotlivých kusů tohoto zboží. Tyto informace pak posílala i na další pokladny. To vše bylo založeno na tom, že zákazník je čestný a neoznačí jiné zboží a zároveň na tom, že zákazník neví, zda se již pokladna s tímto zbožím setkala, nebo je to pro ni poprvé. Kdyby totiž označil jiné zboží, než které opravdu kupuje (např. váha zboží by neodpovídala předpokládané váze), pokladna by přivolala zaměstnance prodejny, který by pokus o podvod odhalil.
I samoobslužné pokladny však v některých případech vyžadují zásah zaměstnance prodejny. Například při koupi alkoholických či tabákových výrobků musí věk zákazníka potvrdit zaměstnanec, jelikož pokladna nemá možnost si toto ověřit. Stejně tak je zásah zaměstnance vyžadován například při stornování položek či neodpovídající váze vybraného zboží.
Pokladny akceptují různé možnosti platby od plateb mincemi, bankovkami či kreditními kartami. Na přání majitele pokladny mohou také akceptovat stravenky nebo slevové poukázky. Též dokážou rozpoznat věrnostní karty a například na ně přičíst odpovídající počet bodů.

## Výhody
Výhodou pro zákazníka je především mnohem kratší čekání. Samoobslužné pokladny jsou menší a místo dvou až tří normálních pokladen s obsluhou se vejde i šest samoobslužných pokladen. Další výhodou, převážně pro prodejce, je úspora personálu. Stačí jeden zaměstnanec na čtyři až šest samoobslužných pokladen. Někteří nakupující mohou taktéž uvítat možnost, že nemusí s nikým komunikovat a mají vše ve svých rukou. Další výhodou může být taktéž zdání anonymity, kdy má zákazník pocit, že nikdo nesleduje, co kupuje. Toto je ovšem pouze zdání, jelikož zaměstnanec vidí všechny probíhající transakce na odděleném terminálu, označovaném jako RAP.
Tyto výhody jsou nejlépe zužitkovány při menších nákupech a pro ty také bývají samoobslužné pokladny většinou vyhrazeny, například do 10 ks zboží.

## Nevýhody
Pro plné a efektivní využití všech výhod samoobslužných pokladen jsou nezbytné jisté schopnosti a zkušenosti zákazníka. Nezkušený zákazník potýkající se s mnoha problémy může způsobit větší zpoždění, než jaké by způsobil nezkušený pokladní na běžné pokladně.
Problémem může být také nutnost odkládání zboží do taškové zóny. Do této zóny totiž nesmí přijít nic jiného než zakoupené zboží, jelikož by změnilo váhu. Nelze si zde tedy odložit košík nebo tašku. Tento problém však může být vyřešen tím, že je váha nastavena na použití tašek a tašky jsou zde přítomny, ještě než začne zákazník odkládat zboží.
Problémem může být i chybná činnost váhy, kdy špatně vyhodnotí váhu odloženého zboží. Zde je pak ale na vině špatná kalibrace. Problémový také může být nákup více kusů zboží, u kterého se může výrazněji lišit váha jednotlivých kusů, například ovoce, zelenina. Celková odchylka od předpokládané váhy pak může být větší, než je přípustné, a je vyžadováno potvrzení výjimky od zaměstnance.
Někteří lidé také mohou cítit pocit veřejného ponížení, pokud se jim nákup nedaří a pokladna stále hlásí chybu.
Pokladny mohou být také náchylné k některým pokusům o krádež, ale s velkým množstvím z nich si dokážou poradit. Například v roce 2007 byl zadržen muž, který se pokusil obejít systém tím, že na plazmové televizi vyměnil čárový kód za kód disku DVD za $4,88.

## Alternativní systémy
Alternativním systémem k samoobslužné pokladně je systém čteček čárových kódů. Zákazník si při vstupu do prodejny vezme bezdrátovou čtečku čárových kódů a zboží, které kupuje, si naskenuje přímo u regálu, místo toho aby tak provedl až u pokladny. Čtečku na konci nákupu vloží do pokladního kiosku a ten si z ní stáhne naskenované kódy, podle kterých rozpozná nakoupené zboží. Stejně tak může čtečka naskenovat i věrnostní karty. Na kiosku pak zákazník zaplatí a obdrží účtenku. K zamezení krádeží je do obchodu omezený přístup, tedy nemohou zde nakupovat všichni bez omezení, a na základě náhodného výběru je nákup zákazníků překontrolován na běžné pokladně.

## Open-source-self-check
V roce 2010 byl oznámen projekt open-source-self-check, který by měl za použití běžného hardwaru a volně dostupného opensource softwaru poskytnout dostupné samoobslužné pokladny za desetinu ceny nynějších komerčních zařízení.